# Margarita Hernández (actriz)
Margarita Hernández (Caracas, 9 de noviembre de 1965) es una actriz y  modelo venezolana. Su debut en las telenovelas fue en 1992, con Kassandra donde interpretó a Norma de Castro.

## Biografía
Margarita Hernández ha hecho diversas actuaciones en el mundo de las telenovelas. Entre sus papeles en televisión están en Mujer secreta, como Clemencia Hidalgo. En Angélica Pecado, como Rosa Helena, donde al final resultó ser la asesina. También ha participado en La niña de mis ojos, como María Delfina Miralles. Y en Nadie me dirá cómo quererte, como Clara Aristiguieta.

## Telenovelas
- Corazón traicionado (2018) (Televen) - María Lourdes Echeverri
- A puro corazón (2015-2016) (Televen) - Sofía Villasmil de Aristiguieta
- Los secretos de Lucía (2014) (Venevisión) - Yoliana
- Mi ex me tiene ganas (2012) (Venevisión) - Carlota Naranjo
- Natalia del mar (2011-2012) (Venevisión) - Regina Abreu de Uzcátegui
- Nadie me dirá cómo quererte (2008-2009) (RCTV Internacional) - Clara "Clarita" Aristiguieta
- Mi prima Ciela (2007) (RCTV) - Arminda Ávila Vda. de Toscani
- Dr. G y las mujeres (2007) (RCTV)
- Por todo lo alto (2006) (RCTV) - Violeta de Urquiaga
- Mujer con pantalones (2004) (RCTV) - Teresa "Teresita" Galué
- La Cuaima (2003-2004) (RCTV) - Luisa Russo
- La niña de mis ojos (2001-2002) (RCTV) - María Delfina Miralles
- A calzón quita'o (2001) (RCTV)
- Angélica Pecado (2000-2001) (RCTV) - Rosa Helena de Vallejo
- Hay amores que matan (2000) (RCTV) - Eva Santacruz
- Mujer secreta (1999) (RCTV) - Clemencia Hidalgo Ollarvide
- Niña mimada (1998) (RCTV) - Ximena
- Contra viento y marea (1997) (Venevisión) - Lupe
- Volver a vivir (1996) (RCTV) - Cecilia Suvillaga
- El desafío (1995) (RCTV) - Verónica Furque
- Amores de fin de siglo (1995) (RCTV) - Fernanda Castíos
- Alejandra (1994) (RCTV) -Doctora
- Kassandra (1992) (RCTV) - Norma de Castro
- Por estas calles (1992) (RCTV) - Clementina de Valerio